# 11è Festival Internacional de Cinema de Canes
L'11è Festival Internacional de Cinema de Canes es va dur a terme del 2 al 18 de maig de 1958. La Palma d'Or fou atorgada Letyat zhuravli de Mikhaïl Kalatózov.

## Jurat
Les següents persones foren nomenades com a membres del jurat de la competició de 1958:
Pel·lícules
- Marcel Achard (França) President
- Tomiko Asabuki (Japó)
- Bernard Buffet (França)
- Jean De Baroncelli (França) (crític)
- Helmut Käutner (Alemanya)
- Dudley Leslie (GB)
- Madeleine Robinson (França)
- Ladislao Vajda (Espanya)
- Charles Vidor (EUA)
- Sergei Iutkevitx (URSS)
- Cesare Zavattini (Itàlia)

Curtmetratges
- Norman McLaren (Canadà)
- Jean Mitry (França)
- Krishna Riboud (Índia)
- Edmond Séchan (França)
- Jerzy Toeplitz (Polònia)

## Pel·lícules en competició
Les següents pel·lícules competiren per la Palma d'Or:
- Nära livet d'Ingmar Bergman
- The Brothers Karamazov de Richard Brooks
- La Caleta olvidada de Bruno Gebel
- Ciulinii Bărăganului de Louis Daquin
- Letyat zhuravli de Mikhail Kalatozov
- Desire Under the Elms de Delbert Mann
- En Djungelsaga de Arne Sucksdorff
- L'eau vive de François Villiers
- Goha de Jacques Baratier
- Vasvirág de János Herskó
- Pardesi de Khwaja Ahmad Abbas i Vasili Pronin
- The Long, Hot Summer de Martin Ritt
- L'uomo di paglia de Pietro Germi
- To teleftaio psema de Michael Cacoyannis
- Mon Oncle de Jacques Tati
- Ni liv d'Arne Skouen
- Orders to Kill d'Anthony Asquith
- Parash Pathar de Satyajit Ray
- Rosaura a las 10) de Mario Soffici
- Sissi - Schicksalsjahre einer Kaiserin d'Ernst Marischka
- Yukiguni de Shirō Toyoda
- Das Wirtshaus im Spessart de Kurt Hoffmann
- Zizkovská romance de Zbyněk Brynych
- La venganza de Juan Antonio Bardem
- Visages de bronze de Bernard Taisant
- Giovani mariti de Mauro Bolognini

## Fora de competició
Les següents pel·lícules foren seleccionades per a ser mostrades fora de competició:
- Gigí de Vincente Minnelli

## Competició de curtmetratges
Els següents curts competien per la Palma d'Or al millor curtmetratge:
- A.B.C. de John Fernhout
- Auf den Spuren des Lebens de Fritz Heydenreich
- Dubrovacki pasteli de Marijan Vajda
- Egy masodperc tortenete d'Ágoston Kollányi
- Gloria dei Medici d'Antonio Petrucci
- Goya, una vida apasionada de José María Ochoa
- Grafica cloveku de France Kosmac
- Horyû-Ji de Susumu Hani
- La Joconde: Histoire d'une obsession de Henri Gruel
- La Seine a rencontré Paris de Joris Ivens
- Les mystères d'une goutte d'eau d'Ann H. Matzner Dr.
- Log Drive de Raymond Garceau
- Mandu de Neil Gokhale
- Nagrodzone uczucia de Walerian Borowczyk, Jan Lenica
- Nez nam narostla kridla de Jiri Brnecka
- Ô saisons ô châteaux d'Agnès Varda
- Perameren hylkeenpyytajat d'Ulf Backstrom
- Sapte Arte d'Ion Popescu-Gopo
- Sintra de João Mendes
- The Story of a Roof de Jamie Uys
- Trees And Jamaica Daddy de Lew Keller
- Voici le pays d'Israel de Jean Lehérissey
- Y gorakh salianskykh de Leonid Belokurov, Y. Przyjemski
- Zimny parzdnik de Mikhaïl Slutsky

## Premis

### Premis oficials
Els premis oficials de 1958 foren per:
- Palma d'Or: Letyat zhuravli de Mikhaïl Kalatózov
- Millor director: Ingmar Bergman per Nära livet
- Millor guió: Massimo Franciosa, Pasquale Festa Campanile i Pier Paolo Pasolini per Giovani mariti
- Millor actriu: Bibi Andersson, Eva Dahlbeck, Barbro Hiort af Ornäs i Ingrid Thulin per Nära livet
- Millor actor: Paul Newman per The Long, Hot Summer
- Menció Especial:Tatiana Samoylova per Letyat zhuravli
- Premi del jurat:
  - Goha de Jacques Baratier
  - Visages de bronze de Bernard Taisant
- Premi especial del jurat: Mon Oncle de Jacques Tati

Curtmetratge
- Palma d'Or al millor curtmetratge: 
  - La Joconde: Histoire d'une obsession de Henri Gruel i Jean Suyeux
  - La Seine a rencontré Paris de Joris Ivens
- Premi especial: Auf den Spuren des Lebens de Fritz Heydenreich i Nez nam narostla kridla de Jiri Brnecka

### Premis independents
Premi FIPRESCI
- La venganza de Juan Antonio Bardem